# أرون واتكينز
أرون واتكينز (بالإنجليزية: Aaron Watkins)‏ هو لاعب غولف أمريكي، ولد في 24 يوليو 1982 في وينتر بارك، فلوريدا في الولايات المتحدة.

## وصلات خارجية
- أرون واتكينز على موقع رابطة لاعبي الغولف المحترفين (الإنجليزية)
- أرون واتكينز على موقع التصنيف العالمي الرسمي للغولف (الإنجليزية)